# HÜH
HÜH ist das einzige Livealbum des deutschen Sängers, Komponisten und Produzenten Stephan Remmler. Es erschien 1994.

## Hintergrund
Zu seinem vierten Studioalbum Vamos unternahm Stephan Remmler 1993 seine zweite Deutschlandtournee. Wie er selbst in einem Interview einräumte, arbeite er allerdings lieber im Studio, anstatt auf der Bühne zu stehen. Die Vamos-Tour startete am 6. Juli 1993 im Olympiapark in München und endete am 3. Dezember 1993 in Friedrichshafen. Beim Auftaktkonzert in München spielte sein ehemaliger Bandkollege Kralle Krawinkel im Vorprogramm. Ein Konzert am 26. November 1993 in Frankfurt am Main wurde im Bayerischen Rundfunk ausgestrahlt.
Die Aufnahmen für das Livealbum HÜH entstanden an folgenden Locations:
- Kühlhaus (Saarbrücken)
- Kulturfabrik (Reutlingen)
- Atlantis (Basel)
- Biergarten (Dieburg)
- Wiley-Club (Neu-Ulm)

Remmler betonte später, dass er kein klassisches Livealbum mit Ansagen und Applaus machen wollte, sondern ein Album, das den Livecharakter der Songs unterstreicht.

„Wir haben keine Live-Platte gemacht mit Ansagen und Applaus und ihr seid gut drauf und so weiter. Wir haben es live gemacht, weil wir wollten, dass es dampft und staubt, dass es knistert und lebt.“

Das Album HÜH besteht zum Großteil aus Songs aus Remmlers seinerzeit aktuellen Soloalbums Vamos. Hinzu kommt eine Auswahl an Songs seiner früheren Band Trio (Anna – Lassmichrein Lassmichraus, Los Paul, Kummer und Da Da Da). Aus seinem ersten Soloalbum Stephan Remmler ist lediglich Keine Sterne in Athen vertreten; aus seinem zweiten Soloalbum Lotto sind Oben aufm Berg und Einer ist immer der Loser zu hören. Lieder aus seinem dritten Album Projekt F – Auf der Suche nach dem Schatz der verlorenen Gefühle blieben unberücksichtigt. Den Refrain von Da Da Da singt Remmlers fünfjähriger Sohn Cecil Remmler.
Im Repertoire fand sind auch der Trio-Song Bum bum aus dem Jahre 1983, für den Remmler eine vierte neue Strophe verfasst hatte, die sich offenbar auf den Spitznamen von Boris Becker „Bum-bum-Boris“ bezieht:

„Der Becker wickelt Noah ein

Der Becker sticht den Stich

Der Sampras ist die Nummer eins

Doch den kenn ich nicht“

## Veröffentlichung

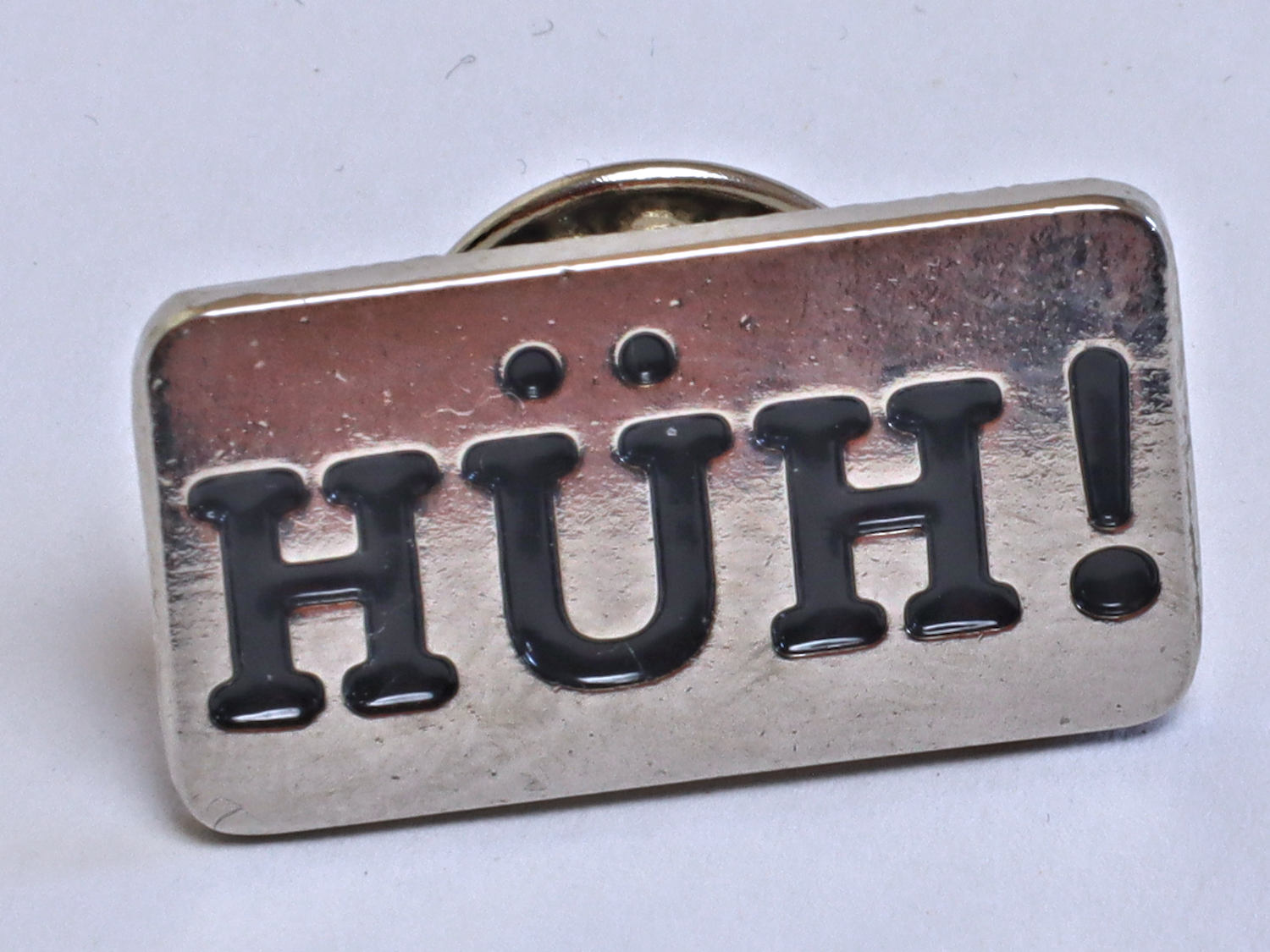
Manschettenknopf mit der Aufschrift HÜH!

HÜH erschien im August 1994 bei Mercury Records. Es war das letzte Album, das Remmler bei diesem Label veröffentlichte. Das Album erschien erstmals ausschließlich auf CD; Ausgaben auf Vinyl oder Musikkassette gab es nicht. Als Single wurde vorab Boom Boom veröffentlicht, wobei es sich um den Trio-Song Bum bum handelt.
Der deutsche Musiksender VIVA strahlte am 27. Juli 1994 eine etwa einstündige Dokumentation über Stephan Remmler und seine Vamos-Tour aus. Zu Promotionzwecken wurden verschiedene Giveaways produziert. Dazu gehörten ein Tour-T-Shirt mit der Aufschrift „HÜH!“, ein Aufkleber und Manschettenknöpfe, in die „HÜH“ eingraviert war. In den Musikcharts konnte sich HÜH nicht platzieren.

## Titelliste
1. Intro 0:24
2. Rotkäppchen – 4:27
3. Boom Boom – 3:21
4. Das Leben liebt – 3:26
5. Anna – 3:45
6. Oben aufm Berg – 2:19
7. Kummer – 5:34
8. Kummer II – 1:13
9. Da da da – 1:33
10. Keine Sterne in Athen – 2:24
11. Los Paul – 2:18
12. Loser – 5:45
13. Energi – 4:33
14. Ye Ye – 3:48